# Lythria posticilinearia
Lythria posticilinearia är en fjärilsart som beskrevs av Obraztsov 1936. Lythria posticilinearia ingår i släktet Lythria och familjen mätare. Inga underarter finns listade i Catalogue of Life.